# Michael Møller (musiker)
 For alternative betydninger, se Michael Møller. (Se også artikler, som begynder med Michael Møller)
Michael Møller er en dansk sanger og sangskriver. Han er forsanger i bandet moi Caprice og The Mountains (siden 2013) og har to anmelderroste soloudgivelser bag sig. Han er desuden uddannet fra Københavns Universitet med bachelorgrad i musik- og litteraturvidenskab, samt magistergrad i moderne kultur og kulturformidling.
Med moi Caprice udgav Michael Møller i 2003 debutpladen "Once Upon a Time in the North", og bandet har siden udgivet yderligere plader 3 og en singleopsamling. I 2007 udgav Michael Møller sin solodebut, "Every Streetcar's Got a Name - An album about sex and desire"; en konceptplade om sex og begær, som ved sin amerikanske udgivelse fik det klassiske "Explicit lyrics"-merkat pga. sin eksplicitte tekster.
I 2011 udgav Michael Møller den store sangcyklus "A Month of Unrequited Love". Værket bestod af 31 sange, som blev uploadet et af gangen hver dag i maj 2011. Sangene er senere blevet udgivet som dobbelt-CD og trippelvinyl ved hjælp af fandonationer, hvorved udgivelsen markerede sig som den første crowdfundede musikudgivelse i Danmark.
Michael Møller har løbende fået stor anmelderros for både sine tekster og sange. Hans debutplade blev kåret som årets bedste plade i Berlingske i 2007, mens "A Month of Unrequited Love" lå på de fleste danske mediers årslister i slutningen af 2011. Han har desuden fået en stribe nomineringer og priser, heriblandt vandt han i 2011 en Danish Music Awards som Årets Innovator. Ved uddelingen af Årets Steppeulv 2012 modtog Michael Møller prisen som "Årets Komponist".
Han har desuden indgået i en række andre konstellationer, heriblandt har han arbejdet sammen med den danske folkemusikgruppe Svøbsk, samt lavet flere kompositionsprojekter i Vietnam med lokale komponister.
Michael Møller har flere gange arbejdet for Danmarks Radio, bl.a. leveret musik til radioprogrammer og kort fungeret som studievært på P6Beat. Han fungerer desuden som underviser og vejleder ved Rytmisk Musikkonservatorium i København.

## Diskografi
- Every Streetcar's Got a Name - An album about sex and desire (2007)
- A Month of Unrequited Love (2011)

med moi Caprice:
- Once Upon a Time in the North (2003)
- You Can't Say No Forever (2005)
- The Art of Kissing Properly (2006)
- We Had Faces Then (2008)
- The Past is a Foreign Country (2009)
- All We Fear is Love - A Singles Collection (2009)